# Дискографија групе Забрањено пушење
Дискографија групе Забрањено пушење обухвата све радове ове групе од њеног настанка 1980. године у Сарајеву све до данас. Група је до сада објавила дванаест студијских албума, три албума уживо, три компилацијска албума, један албум музике за филм и 47 музичких спотова.

## Албуми
Референца: Забрањено пушење

### Студијски албуми
| Наслов                      | Детаљи албума | Продаја                                              | Цертификати          |
| --------------------------- | --- | ---------------------------------------------------- | -------------------- |
| Дас ист Валтер              | - Објављен: 10. април 1984. (ЈУ) - Издавач: Југотон - Носач звука: Плоча, касета, компакт-диск                                                      | - (ЈУ) 100.000                                       | - ЈУГ: Златна плоча  |
| Док чекаш сабах са шејтаном | - Објављен: 11. јун 1985. (ЈУ) - Издавач: Југотон - Носач звука: Плоча, касета, компакт-диск                                                        | - (ЈУ) 30.000                                        | - ЈУГ: Сребрна плоча |
| Поздрав из земље Сафари     | - Објављен: 1987. (ЈУ) - Издавач: Дискотон - Носач звука: Плоча, касета, компакт-диск                                                               | - (ЈУ) 90.000                                        | - ЈУГ: Златна плоча  |
| Мале приче о великој љубави | - Објављен: 1989. (ЈУ) - Издавач: Дискотон - Носач звука: Плоча, касета, компакт-диск                                                               |                                                      |                      |
| Филџан вишка                | - Објављен: 1997. (БХ, ХР, СЛ) - Издавач: Далас рекордс, Нимфа саунд - Носач звука: Компакт-диск, касета                                            |                                                      |                      |
| Агент тајне силе            | - Објављен: 1999. (БХ, ХР, ЈУ) - Издавач: Дансинг бер, ТЛН-Еуропа, Реноме, Нимфа саунд, Актив-тајм - Носач звука: Компакт-диск, касета              |                                                      |                      |
| Бог вози Мерцедес           | - Објављен: 2001. (БХ, ХР, ЈУ) - Издавач: Менарт, ТЛН-Еуропа, Актив-тајм - Носач звука: Компакт-диск, касета                                        | - 35.000                                             |                      |
| Ходи да ти чико нешто да    | - Објављен: 16. новембар 2006. (БХ, ХР); 2007 (СР) - Издавач: ЦИВИТАС, Маском рекордс - Носач звука: Компакт-диск                                   | - (БХ) 11.000 - (ХР) 5.000 - (ЕУ) 3.000 - (СР) 1.000 |                      |
| Музеј Револуције            | - Објављен: 7. новембар 2009. (БХ, ХР, ЦГ, СР) - Издавач: Хајат продукција, Кроација рекордс, Вијести, Лонгплеј рекордс - Носач звука: Компакт-диск |                                                      |                      |
| Радови на цести             | - Објављен: 10. октобар 2013. (БХ, ХР, СР) - Издавач: Тропик, Кроација рекордс, Далас рекордс - Носач звука: Компакт-диск                           |                                                      |                      |
| Шок и невјерица             | - Објављен: 31. октобар 2018. (БХ, ХР, СР) - Издавач: Тропик, Менарт - Носач звука: Компакт-диск                                                    |                                                      |                      |
| Карамба!                    | - Објављен: 3. јун 2022. (БХ, ХР, СР) - Издавач: Тропик, стриминг платформе - Носач звука: Компакт-диск, стриминг                                   |                                                      |                      |

### Уживо албуми
| Наслов                           | Детаљи албума |
| -------------------------------- | --- |
| Хапси све!                       | - Објављен: 1998. (ХР, ЈУ) - Издавач: Кроација рекордс, A рекордс - Носач звука: Компакт-диск, касета                          |
| Лајв ин Сент Луис                | - Објављен: 22. март 2004. (БХ, ХР, СЦГ) - Издавач: Интакт рекордс, Менарт, Маском рекордс - Носач звука: Компакт-диск, касета |
| Лајв ин Скендерија Сарајево 2018 | - Објављен: 14. април 2022. - Издавач: стриминг платформе - Носач звука: стриминг                                              |

### Компилацијски албуми
| Наслов                      | Детаљи албума                                                                               |
| --------------------------- | ------------------------------------------------------------------------------------------- |
| Никад робом, вазда таксијем | - Објављен: 1996. (БХ, ХР) - Издавач: ТЛН-Еуропа - Носач звука: Компакт-диск                |
| Срце, руке и лопата         | - Објављен: 1998. (БХ, ХР) - Издавач: ТЛН-Еуропа - Носач звука: Компакт-диск                |
| Ултимат колекшн             | - Објављен: 18. март 2009. (БХ, ХР) - Издавач: Кроација рекордс - Носач звука: Компакт-диск |

## Музички спотови
| Наслов                                           | Година | Албум                            |
| ------------------------------------------------ | ------ | -------------------------------- |
| "Нећу да будем швабо у дотираном филму "         | 1984   | Дас ист Валтер                   |
| "Абид"                                           |        | Дас ист Валтер                   |
| "Анархија ол овер Башчаршија "                   |        | Дас ист Валтер                   |
| "Ибро дирка"                                     | 1985   | Док чекаш сабах са шејтаном      |
| "Стање шока"                                     |        | Док чекаш сабах са шејтаном      |
| "Манијак"                                        |        | Поздрав из земље Сафари          |
| "Балада о Пишоњи и Жуги"                         |        | Поздрав из земље Сафари          |
| "Гузоњин син"                                    |        | Мале приче о великој љубави      |
| "12 сати"                                        |        | Мале приче о великој љубави      |
| "Можеш имат' моје тијело"                        |        | Филџан вишка                     |
| "Миле Хашишар"                                   |        | Филџан вишка                     |
| "Пубертет"                                       |        | Филџан вишка                     |
| "Филџан вишка"                                   |        | Филџан вишка                     |
| "Гузоњин син"                                    |        | Хапси све! (лајв)                |
| "Пос'о, кућа, биртија"                           |        | Агент тајне силе                 |
| "Агент тајне силе"                               |        | Агент тајне силе                 |
| "Југо 45"                                        |        | Агент тајне силе                 |
| "Пупољак"                                        |        | Агент тајне силе                 |
| "Сплитска принцеза"                              |        | Бог вози Мерцедес                |
| "Аризона дрим"                                   |        | Бог вози Мерцедес                |
| "Почасна салва"                                  |        | Бог вози Мерцедес                |
| "Лијепа Алма"                                    |        | Бог вози Мерцедес                |
| "Карабаја"                                       | 2003   | Бог вози Мерцедес                |
| "Бог вози Мерцедес"                              | 2004   | Бог вози Мерцедес                |
| "Посљедња оаза (Фикрета)"                        | 2004   | Лајв ин Сент Луис                |
| "Зеница блуз"                                    | 2005   | Лајв ин Сент Луис                |
| "Нема више"                                      | 2006   | Ходи да ти чико нешто да         |
| "Добро двориште"                                 | 2006   | Ходи да ти чико нешто да         |
| "Џана"                                           | 2008   | Ходи да ти чико нешто да         |
| "Модни Гуру"                                     | 2009   | Музеј Револуције                 |
| "Кладимо се"                                     | 2010   | Музеј Револуције                 |
| "Када Сена плеше"                                | 2011   | Музеј Револуције                 |
| "Твоја боса стопала"                             | 2011   | Музеј Револуције                 |
| "Самир-тајм"                                     | 2012   | Музеј Револуције                 |
| "Бошко и Адмира"                                 | 2013   | Радови на цести                  |
| "Ти волиш сапунице"                              | 2013   | Радови на цести                  |
| "Лутка с насловне стране" (и Миле Кекин)         | 2014   | Скендерија, концерт 2013.        |
| "Три киле, три године"                           | 2015   | Радови на цести                  |
| "У Твоје име"                                    | 2016   | Радови на цести                  |
| "Класа Оптимист"                                 | 2016   | Радови на цести                  |
| "Kafana kod Keke"                                | 2017   | Радови на цести                  |
| "Нова година"                                    | 2017   | Шок и невјерица                  |
| "Ирска"                                          | 2018   | Шок и невјерица                  |
| "Купи нас Али" (и Сасја)                         | 2019   | Шок и невјерица                  |
| "Лијепа Алма" (feat. Сеад Липовача)              | 2019   | Лајв ин Скендерија Сарајево 2018 |
| "Корона хит позитиван" (feat. Елвис Ј. Куртовић) | 2020   | Карамба!                         |
| "Екрем"                                          | 2022   | Карамба!                         |

## Филмска музика
| Наслов | Детаљи албума                                                             |
| ------ | ------------------------------------------------------------------------- |
| Нафака | - Објављен: 2006. (БХ) - Издавач: Ф. И. С. Т. - Носач звука: Компакт-диск |